# Зимина, Клавдия Андреевна
Клавдия Андреевна Зимина (Пустова)  (1898—1954) — советский хозяйственный, государственный и политический деятель.

## Биография
Родилась в 1898 году. Член ВКП(б) с апреля 1917 года.
С 1908 года — на хозяйственной, общественной и политической работе. В марте 1918 года Клавдия Андреевна вернулась с фронта в Московский губком большевиков совершенно другим человеком - собранным, сдержанным, видевшим смерть и переступившим через нее. Такие люди нужны были на более серьезной работе, чем агитация. И Клавдию Зимину командируют в Богородское уездное ЧК, в секретный отдел. Новый работник зарекомендовал себя только с положительной стороны, и в октябре 1918 года Зимину повысили - она стала следователем ВЧК, проработав в этой должности до декабря 1919 года.
В декабре 1919 года ее забирают на повышение - инструктором Московского губкома РКП(б), а в 1923 году она приезжает на работу в Нижегородский губком РКП(б). Здесь, занимая различные партийные и советские должности, Клавдия Андреевна сумела показать свой решительный, стойкий характер, умение добиваться поставленной цели, несгибаемую веру и волю.
В предвыборной кампании 1929 года Зимина, практически, единогласно была выдвинута кандидатом на пост председателя городского Совета Большого Нижнего Новгорода
Впервые во главе города встала женщина. Да еще укрупненного города - в те дни была окончательно определена граница Нижнего Новгорода, и в городскую черту вошли Канавино (после революции и до 1928 года этот район считался самостоятельной городской единицей) и Сормово, которое никогда не входило в состав Нижнего, а считалось пригородом, рабочим поселком. В 1929 году Нижний Новгород все чаще называли Большим Нижним Новгородом. И вот править этим Большим Нижним с февраля 1929 года по середину 1930 года довелось маленькой женщине.
В 1908—1953 гг. — нянька, на ткацкой фабрике Брунова, швея в мастерской дамского платья в Щёлкове, комиссар в РККА, работник секретного отдела,следователь Богородского ВЧК, инструктор Московского губкома РКП(б), на работе в Нижегородском губкоме РКП(б), председатель горсовета Нижнего Новгорода, инструктор ЦК Народно-революционной партии Монголии, заведующий отделом, секретарь Ленинградского горисполкома, заместитель председателя Дальневосточного крайисполкома, председатель Петроградского районного исполкома, заведующая городским собесом, заместитель председателя Ленинградского облисполкома.
Избиралась депутатом Верховного Совета РСФСР 1-го и 2-го созывов.
Арестована по «Ленинградскому делу», сослана в лагерь, реабилитирована. Умерла в 1954 году.